# Unity Hall (Jamaica)
Unity Hall is een kleine plaats in de parish Saint James aan de noordkust van Jamaica, ten westen van Montego Bay. De plaats strekt zich uit van de kustweg naar Lucea en Negril (A1) tot in de aangrenzende heuvels, waar sinds de jaren '80 een uitgestrekte villawijk is verrezen.
De Great River aan de westzijde van Unity Hall vormt de grens met de naburige parish Hanover. Op de Great River wordt aan raften gedaan.
De koraalriffen in de zee hebben in 1991 mede door de inspanningen van een in Unity Hall wonend Nederlands echtpaar een beschermde status gekregen. De kust, de mangrovebossen en de onderwaterwereld vormen deel van het  15,3 km2 grote Montego Bay Marine Park en genieten een beschermde status.